# Denis Chevrot
Denis Chevrot (11 de junio de 1988) es un deportista francés que compite en triatlón. Ganó una medalla de oro en el Campeonato Europeo de Ironman de 2022.

## Palmarés internacional
| Campeonato Europeo | Campeonato Europeo   | Campeonato Europeo | Campeonato Europeo |
| Año                | Lugar                | Medalla            | Prueba             |
| ------------------ | -------------------- | ------------------ | ------------------ |
| 2022               | Fráncfort (Alemania) | Medalla de oro     | Individual         |